# Eva Berková
Eva Berková (Bratislava, 23 ottobre 1965) è un'ex cestista cecoslovacca, dal 1993 slovacca.

## Carriera
Con la Cecoslovacchia ha disputato due edizioni dei Giochi olimpici (Seul 1988, Barcellona 1992) e due dei Campionati europei (1989, 1991).